# Julia von Grolman
Julia von Grolman (Buenos Aires, 24 de abril de 1935 - 29 de octubre de 2013) fue una actriz, productora y guionista de cine argentina, con destacada actuación cinematográfica entre 1970 y 1997.

## Trayectoria
Hija de un eminente oftalmólogo, estudió teatro con Pedro Asquini, Carlos Gandolfo y Augusto Fernandes y había debutado en cine en 1964 en Primero yo de Fernando Ayala seguida por una breve aparición en Martín Fierro de Leopoldo Torre Nilsson. En 1965 por Hotel Alojamiento de Fernando Ayala ganó el Premio Cóndor de la Asociación de Cronistas Cinematográfico como revelación del año.
Protagonizó largometrajes de los cineastas Raúl de la Torre -como Juan Lamaglia y Sra., que en 1971 ganó el Festival de Mar del Plata-, Mario Sabato (Y qué patatín y qué patatán) y Oscar Barney Finn como Contar hasta diez, De la misteriosa Buenos Aires, Cuatro caras para Victoria y Comedia rota donde también fue responsable del guion.
En televisión fue una de etapas de la vida de Victoria Ocampo en Cuatro Caras para Victoria de Oscar Barney Finn junto a China Zorrilla, Nacha Guevara y Carola Reyna. También en ciclos como Alta Comedia y Grandes Relatos. En teatro debutó dirigida por Hedy Crilla y en La vuelta al hogar de Harold Pinter que fue censurada por el gobierno militar de Juan Carlos Onganía.
Entre otras de sus actividades en el 2000 fue titular de la «Asociación Vecinos de Palermo Viejo», y candidata a diputada nacional en 1993, por el Partido Federal.
Se retiró de la actividad en la última década de su vida. Estaba casada con Jorge Alvear y no tuvo hijos.
Falleció el 29 de octubre de 2013 a la edad de 78 años.

## Filmografía
Actriz
- Momentos robados (1997)
- Perdido por perdido (1993)...Arregui
- Cuatro caras para Victoria(1989)
- Los días de junio (1985)
- Contar hasta diez (1985)...Paula
- De la misteriosa Buenos Aires (1981) (Episodio "El salón dorado")
- Comedia rota (1978)
- Un toque diferente (1977)
- La balada del regreso (1974)
- Paño verde (1973)...Alma
- Y que patatín...y que patatán (1971)
- Juan Lamaglia y Sra. (1970)
- El proyecto (Abandonada) (1968)
- Martín Fierro (1968)
- Hotel alojamiento(1966)
- El galleguito de la cara sucia (1966)
- Primero yo (1964)

Guionista
- Comedia rota (1978)

Argumento
- Comedia rota (1978)

Ambientación
- La balada del regreso (1974)

## Televisión
- 1967: Burbuja, con Elsa Berenguer y Federico Luppi
- 1970: Las grandes novelas (ep. Los Maias)
- 1971: Los grandes relatos (ep. El Túnel)
- 1982: Gaspar de la noche, con Héctor Bidonde y Luis Tasca
- 1983: La tentación, con Elsa Berenguer[4]
- 1985: El puente de coral vivo, junto con Olga Zubarry, Rodolfo Bebán Luisina Brando y Juan Carlos Gené.[5]

## Teatro
En teatro integra la compañía de Ana María Campoy y José Cibrián.
- ¡Todos los días... amor! (1966), de André Roussin.[6]
- El caballo desmayado (1966), con Mecha Ortiz, Esteban Serrador, Miguel Ángel Solá y Juan Carlos Barbieri.
- La vuelta al hogar(1967), levantada por decreto municipal.[7]
- Fiesta de cumpleaños (1967) de Leopoldo Torre Nilsson, con Flora Steinberg, Fernando Siro, Hector Pellegrini, Sergio Renán y Fernando Vegal.[8]
- El sirviente (1970) de Robin Maugham, con Arturo García Buhr, Duilio Marzio y Beatriz Matar.

## Galardones
Julia von Grolman recibió el premio a la mejor actriz del año 1971 otorgado por la Asociación de Cronistas Cinematográficos de la Argentina, por su actuación en el film  Juan Lamaglia y Sra.